# Astute-klass
Astute-klass, är den senaste kärnreaktordrivna ubåtsklassen av attackubåtar i den brittiska flottan Royal Navy. Ubåtsklassen byggs av ett dotterbolag (BAE Systems Maritime – Submarines) till försvarskoncernen BAE Systems. Ubåten har en längd på 97 meter, är 11,3 meter bred och väger ca 7500 ton. Topphastigheten är 56 km/h i undervattensläge. 
Ubåtsklassen började tillverkas år 2001 och tre ubåtar är operativa år 2017. Totalt planeras det att tillverkas sju stycken ubåtar av Astute-klassen.
Maskineriet består av en Rolls-Royce PWR2 kärnreaktorer och flera dieselgeneratorer. Räckvidden är obegränsad och ubåten kan stanna i undervattensläge i upp till 90 dagar, och i princip är det bara förrådet av mat och besättningens uthållighet som sätter gränsen. Ubåten klarar att dyka mer än 300 meter och har en kapacitet för att ha en besättning på upp till 109 personer.
Beväpningen består av 6 x 533 mm torpedtuber, Tomahawk kryssningsmissiler och den tunga torpeden "Spearfish".